# Lápi nyúlfarkfű
A lápi nyúlfarkfű (Sesleria uliginosa vagy S. caerulea) a perjefélék (Poaceae) családjába tartozó, Magyarországon védett növény. A növény specifikus neve, a caerulea kék eget, vagy igazi kéket jelent, a növény angol neve, a „mocsári kék fű” (Blue Moor Grass) innen származik. Az uliginosa jelentése: lápi, mocsári. Bár az S. uliginosa és az S. caerulea egymástól nehezen elkülöníthetők, és egy időben szinonimként is kezelték őket, jelenleg két külön fajként írják le őket.

## Leírása

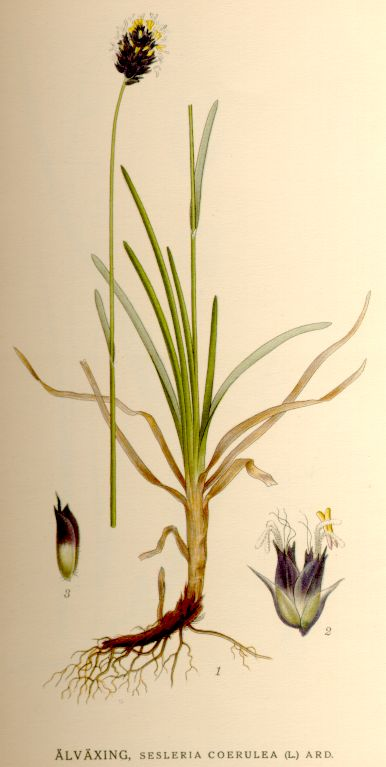

A növény 20–40 cm magasra nő meg, eleinte sugarasan terpedő szárakkal, később gyűrűsen terjedő gyeppel. Levéllemeze felül kékesderes; világos középere és szegélye kevéssé kifejezett. Márciustól június elejéig virágzik, a bugája rövid, tojásdad, zöldes színű, benne a füzérkék 4-5 darabonként csomókban állnak. A toklász középső szálkája a toklásznak legfeljebb harmada.

## Élőhelye
Síksági-dombvidéki, mészkedvelő faj. Meszes láprétek uralkodó faja, néha mészkedvelő tölgyesekben is előfordul.